# Starenje
Starenje je sveprisutni i nezaobilazni proces u živom svetu, prirodno-spontano progresivno menjanje u životnom ciklusu svake jedinke, koje se završava smrću. Glavnina tog procesa je uslovljena genetički programiranim slabljenjem i otkazivanje sistema održavanja homeostaze, tj. održavanja samobitnosti organizma, putem balansiranja svoje unutrašnje sredine u večno promenljivim uslovima okoline.

## Teorije starenja
Dosad je predloženo preko 300 teorija starenja koje su pokušavale da objasne suštinu i prirodu ovog višeslojno složenog procesa. Mnoge od njih se međusobno razlikuju tek u ponekom diskutabilnom detalju, ali u osnovi svake je pokušaj objašnjenja uzroka, programiranja, dinamike i mehanizama starenja na nivou: 
- nukleinskih kiselina,
- hromozoma,
- ćelije,
- organa i
- celog organizma.

Biološke teorije starenja koje imaju najširu podršku u suštini počivaju na promenama na evolucijskom, organsko-sistemskom i ćelijskom nivou.
Prve savremene naučne teorije starenja zasnovao je 1882. godine nemački evolucijski biolog (jevrejskog porekla) Avgust Vajsman, koji je odlučujuću ulogu u procesu starenja pripisao trošenju ćelija i tkiva tokom života. Pretpostavka o gomilanju otpadnih metabolita i drugih štetnih materija zasnovana je zapažanju da se određeni sporedni produkti metabolizma (sekundarni metaboliti) progresivno nakupljaju u ćelijama, što remeti njihove funkcije toliko da mogu izazvati i smrt ćelije (vidi: Genetika starenja).
Teorije o neurološkim odrednicama procesa starenja počivale su na uočenom smanjenju lučenja hormona tokom ontogeneze. Međutim, ispostavilo se da takvih žlezda uopšte nema i da se starenje odvija i na nivou ćelija koje rastu u kulturi tkiva
Sredinom 20. veka (1961) američki lekar Leonard Hejflik je dokazao da kultivirani fibroblasti čoveka mogu imati ograničen broj deoba, što je zatim nađeno i u kulturama ćelija nekih drugih organizama. Ti nalazi su postulirali teorije ćelijskog starenja, po kojima svaka ćelija u genetičkom programu ima tzv. biološki sat, koji joj ograničava broj deoba. Ovakvi pristupi obuhvataju genetičke teorije i teorije slobodnih radikala.
Teorije o presudnosti uloge genetičkih činilaca u procesu starenja pretpostavljaju da se u njegovom toku akumuliraju greške u strukturi nukleinskih kiselina (prvenstveno DNK), koje remete njeno normalno funkcionisanje.
Teoriju slobodnih radikala je počeo razrađivati američki lekar Denham Harman, početkom 20. veka, kada je zapazio da se u ćelijama redovno nalaze i slobodni radikali. Za njih je već bilo poznato da mogu oštetiti različite molekule, kao što su proteini, lipidi i nukleinske kiseline, formirajući neprirodne kovalentne veze, što ubrzava starenje ćelije i organizma.

## Genetika starenja
Široko je prihvaćeno mišljenje da su promene na različitim nivoima organizacije i funkcije genetičkog materijala posebno značajan činilac u procesu gomilanja bioloških promena tokom starenja. Većina teorija koje počivaju na ovoj hipotezi, naglašavaju da je starenje posledica akumulacije grešaka u autoreprodukciji i funkcioniranju DNK somatskih ćelija, posebno somatskih mutacija.
Pored genskih, u njima je zabeležen ontogenetski porast učestalosti strukturnih i numeričkih hromosomskih mutacija. To je uslovilo pojavu da se okviru širokog polja proučavanja biologije starenja, svojim doprinosom posebno afirmiše genetika starenja, koja proučava promene u genetičkoj konstituciji i njihove uzročno-posledične veze sa tajmingom uočenih fenotipskih manifestacija u procesima starenja čoveka i drugih bioloških vrsta. Rezultati glavnine dosadašnjih istraživanja sugerišu da su genetičke promene možda odlučujući faktor prirode procesa individualnog starenja.

## Fiziologija starenja
Ako se prihvati važeća pretpostavka o značaju genetičkih faktora u determinaciji procesa starenja, postaje jasan i značaj njegovih fizioloških odrednica, jer su biohemijsko-fiziološki i epigenetički procesi jedini način ostvarivanja uticaja starosnih promena u genetičkom materijalu. Fiziološke promene tokom starenja najšire su proučavane na sisarima, jer čovek pripada tom razredu životinja i zato što postoji uočljiva sličnost u procesu starenja ljudi i primata.
Najuočljivije promene tokom starenja sisara su: 
- opadanje intenziteta baznog metabolizma,
- smanjenje standardne telesne mase živih ćelija i kostiju, i
- postepeno smanjivanje pokretljivosti.

## Prevremeno starenje
Genetički okviri metaboličkih procesa, patogeni faktori i elementi kulture življenja koji značajni za sve aspekte starenja, mogu indukovati preuranjeni početak ovo procesa – progeriju.
Postoje i teško kontrolisani faktori pojave prevremene starosti, među kojima su intenzivnije istraživani uticaji nekih naslednih bolesti, poremećaji i sindromi, kao što su:
- Daunov sindrom
- Vernerov sindrom
- Hatčinson-Gilfordov sindrom
- Kokejnov sindrom
- Ataksija-teleangiektatika i drugi uzroci.

## Starenje i razmnožavanje
Reprodukcija živih sistema ili razmnožavanje je najvažnija funkcija u održavanju pripadajuće vrste, a kojoj su, tokom ontogeneze kojoj podređeni svi ostali životni procesi, uključujući samo starenje i smrt. Iako je praktično nepregledan broj strategija razmnožavanja, prema učestalosti tokom života, postoje:
- jednokratna razmnožavanja tokom čitavog individualnog života, što je obeležje jednogodišnjih i dvogodišnjih biljka, dok su kod životinja česta pojava kod insekata, a retka kod kičmenjaka, i
- periodično višekratno razmnožavane u toku polne zrelosti, koja obično traje veći deo života.

Tokom starenja, reprodukcijski potencijali postepeno opadaju, ali se mogu održavati sve do (starosne) smrti.

## Starenje čoveka
Starenje ljudi je neumitni prirodni biološki proces koji vodi ka starosti i smrti. Bilo je mnogo pokušaja da se odgovori na pitanje: Zašto i kako životinje, a posebno ljudi karakteristično stare i u kojem životnom dobu.
Među glavna obeležja procesa starenja ljudi obično se svrstavaju:
- smanjenje intenziteta metabolizma, uz postepeno umanjenje funkcija pojedinih vitalnih organa, posebno žlezda sa unutrašnjim lučenjem (hormona);
- dehidratacija ćelija, što uzrokuje koncentrisanje i zadržavanje štetnih materija;
- taloženjem kalcijumovih soli u pršljenskim hrskavicama kičme. To uzrokuje otežano kretanje, što je praćeno smanjenom pokretljivošću kičme. Zato su obično starije osobe pogrbljene prema napred;
- sužavanje krvnih sudova zbog sklerotskih procesa, što uzrokuje slabije prokrvljavanje organa, uz slabljenje njihovih aktivnosti;
- porast verovatnoće pojave najčešćih smrtonosnih bolesti, kao što su kanceri pluća, dojke, debelog creva i dr.) te kardiovaskularnih i nervnih bolesti.

Pored toga:
- Mladež gubi sposobnost djeteta u čujnosti visokofrekventnih zvukova iznad 20 kHz;
- Kontinuirani pad kognitivnih procesa se javlja nakon vrhunskog ispoljavanja sredinom 20-tih;
- Do doba od 30, bore se razviju uglavnom zbog fotostarenja, što posebno utiče na suncu izloženim površinama (lice, ruke) koža lica;
- Oko godine 35, ženska plodnost naglo opada;
- Sredinom četrdesetih godina, dalekovidnost generalno postaje očigledna.
- Oko doba od 50, kosa postaje siva kod kavkazoida;[1]
- Mnogi muškarci su pogođeni gubitkom kose, a žene ulaze u menopauzu.

Biološki gledano, starenje čoveka počinje pri začetku organizma ili rođenju, jer su podela ćelija i rast tada najbrži i postepeno se usporavaju kako vreme prolazi.
Drugim rečima, starenje počinje i odvija srazmerno povećanju verovatnoće prirodne smrti. Životne tabele pokazuju verovatnoću smrti u svakoj fazi individualnog života. Ove tablice se koriste za životno osiguranje, koje kompanije primenjuju za procenu stope osiguranja života, kao i za penzijsku politiku. Ispostavilo se da najmanje šanse da umru imaju tek odrasli mladi. Za devojke je ovo već oko 14. rodine. Biolozi smatraju je da je ovo vreme najznačajnije za reprodukciju ili za individualnu prošlost. Pretpostavlja se da je vrhunac doba za reprodukciju u istoriji čovečanstva bio niži nego danas.
Mnogi geni mogu biti izraženi samo u nekim ili u različitim fazama života. Bilo koji alel gena koji ometa reprodukciju ima manje šanse da se prenese u sledeću generaciju. Frekvencija takvih gena u populaciji tada će automatski biti smanjena. Tako je prirodna selekcija praktično otklonila sve nasledne efekte koji smanjuje plodnost.
Međutim, kasnije u životu, nasleđeni nedostaci imaju malo ili nikakav uticaj na populaciju u celini. U stvari, tokom života naše ćelije nakupljaju oštećenja svoje DNK, koja su slučajna, ali uzrokuju da postepeno postaju manje održive. Ljudi imaju izvesne vrste ćelija koje se nikada, ili rijetko, dele tokom odraslog života. Mišićne ćelije i većina neurona nikada se ne dele u odraslom životnom dobu. Očigledno, one prikupljaju oštećenja, a ne samo DNK. Nasleđuju se takođe i razni genetički uslovi koji imaju učinak u kasnijem životu, kao što je Hantingtonova horea. Dvostruki efekti kašnjenja nasleđa i gomilanje oštećenja su glavne odrednice procesa starenja. Protisti ne stare: oni se dele, a sledeća generacija je jednako dobra/slaba kao i prošle.
Odavno je poznato da se nervno tkivo stari tokom rasta i razvoja ljudskog organizma. Između 30. i 90. godina života broj neurona u kičmenoj moždini se smanji približno za 20%, a ukupna moždana masa za 10%. Te promene su praćene smanjenjem funkcionalnosti ostalih bitnih tkiva i struktura za njegovo održavanje, kao što su mreža kapilara, koja ih snabdeva kiseonikom i hranljivim materijama, a odnosi štetne produkte metabolizma.
Kod većine starijih osoba postepeno ili čak naglo se javljaju, najprije blaže smetnje u prisećanju prošlosti, a pokreti i mentalne reakcije postaju sve sporiji, iako čak i u dubokoj starosti mogu psihički i kognitivno funkcionisati potpuno normalno. Kod zdravih ljudi u „trećem životnom dobu“ dokazana je mogućnosti stvaranja novih asocijativnih veza u ponovnoj uspostavi moždanih funkcija i da povlačenje iz društvenog života i interesnih aktivnosti ubrzava degenerativne promene u nervnom sistemu, uz mogućnost pojave nervne apoptoze. Starenjem refleksi i pokreti se usporavaju, a koordinacija pokreta smanjuje. Javlja se staračka dalekovidnost i delimičan gubitak sluha. Raste i učestalost pojavljivanja različitih bolesti.

## Starenje životinja
Proces, uzroci i posledice starenja životinja se mogu pratiti jedino u kontrolisanim i zaštićenim uslovima laboratorija, zooloških vrtova i parkova prirode. U divljini, životinje mogu biti izložene nedostatku hrane i neravnopravnoj kompeticiji sa ostalim stanovnicima životne zajednice, napadima grabljivica, bolestima, ekstremnim klimatskim uslovima i svemu drugom što smanjuje verovatnoću preživljavanja, ubrzava starenje organizma i smrt u ranijem životnom dobu. Kod većine njih, duboka starost je češće izuzetak, nego redovna pojava. Kod najvećeg broja životinjskih vrsta postoji pravilo da dužina života obično ne dugo prevazilazi doba polne zrelosti.
Kao i čovjek, i svaka druga životinjska vrsta ima karakterističan prosečni i maksimalni životni vek. Kod poikilotermija životni je vek obično obrnuto srazmeran okolnoj temperaturi. Neki životinjske vrste se razmnožavaju samo jednom u životu, nakon čega najčešće nastupa nagla smrt cele populacije, kao kod lososa i nekih jegulja, mnogih insekata i dr. Ta pojava je regulisana putem hormona, i predstavlja evolucijsko prilagođavanje koja osigurava uspešno parenje i ostavljanje brojnog potomstva. Većina kičmenjaka i insekata, pauci i mekušci obično imaju više ciklusa razmnožavanja i stare postepeno, u dužem periodu.
Sitni glodari i ptice u divljini prosečno dožive samo oko 10 do 20% potencijalnog reproduktivnog života, dok veliki sisari (kao čovekoliki majmuni, slonovi, kitovi) prosečno i 50% nadžive reproduktivno doba. Dugovečniji sisari su obično većih dimenzija. Uočeno je da postoje i ustaljene relacije između dugovečnosti i redovne energetske potrošnje: što se energija brže troši – organizam kraće živi.

## Starenje biljaka
Proces starenja i njegove posledice kod biljaka nije tako uočljiv kao kod životinja. Uobičajene faze ontogeneze pa i pojmove koji ih opisuju međusobno se preklapaju pa ih je njihovo razgraničenje teško i nepouzdano. Kao primeri se obično uzima starenje, rast i razvoj, sazrevanje, smrt, hloroza, nekroza i sl. Starenje biljaka pretežno je pod kontrolom genetički programiranog i specijski karakterističnog raspona varijacije, uz neizbežne uticaje faktora životne okoline.
Pojedini organi drvenastih biljaka ne stare istovremeno, a neki i uginu pre nego cela biljka. To se posebno odnosi na listopadno drveće, koje, zbog skraćivanja obdanice i nižih temperatura, pod jesen doživljavaju značajne metaboličke promene, zbog kojih se hlorofil razgrađuje i preostaje im samo žuta boja karotenoida. Kod nekih se, usled promene pH, uz žutu stvara i crvena boja antocijani ili smeđa, usled stvaranja hinona. Zrenjem plodova oni obično gube zelenilo, uz preovladavanje žute, narandžaste, crvene i plave. Ove pojave su pod kontrolom gena koji se, po specifičnom tajmingu, aktiviraju u procesima starenja.
Programirana smrt samo starijih listova tokom vegetacije dešava se ako oni bujanjem mladih listova budu zasenjeni i izgube funkcionalnost fotosinteze. Genetička kontrola starenja posebno je uočljiva kod jednogodišnjih biljaka, jer one uginu ubrzo nakon plodonošenja, iako bi u datim uslovima životne okoline mogle nastaviti vegetacijaki period.
Dugovečnost pojedinih vrsta biljaka varira u veoma širokom rasponu. Neke drvenaste biljke mogu poživeti hiljadama godina, kao što su sekvoja, baobab, mamutovci (do 4000 godina), a bor Pinus longaeva i do 4800 godina. Na Balkanu su neka od dugovečnih stabala tisa (i 3000 godina), hrast (1000 godina) i brest (600 godina). Neke od zeljastih biljaka čitav životni vek završavaju za nekoliko nedjelja (npr. efemere). Jednoćelijske alge žive najkraće, a zavisno od vrste i uslova života, njihova dužina života se meri danima, nedeljama ili mesecima.